# Lamin Colley
Lamin Colley (6 febbraio 1985) è un ex calciatore gambiano, di ruolo difensore.